# 岐阜県道417号串原明智山岡線
岐阜県道417号串原明智山岡線（ぎふけんどう417ごう くしはらあけちやまおかせん）は、岐阜県恵那市内を通る一般県道である。

## 概要

### 路線データ
- 起点：岐阜県恵那市串原
- 終点：岐阜県恵那市山岡町馬場山田（国道363号交点）
- 重要な経過地：岐阜県恵那市明智町

## 沿革
- 1977年（昭和52年）2月27日 ： 認定[1]

## 地理

### 通過する自治体
- 岐阜県
  - 恵那市

### 接続する道路
- （起点）

この間未開通区間あり（起点 - 恵那市山岡町田沢地内）
- 国道363号（恵那市山岡町馬場山田地内）

### 周辺
- 明知鉄道明知線 山岡駅